# 19415 Парваменон
19415 Парваменон (19415 Parvamenon) — астероїд головного поясу, відкритий 20 березня 1998 року.
Тіссеранів параметр щодо Юпітера — 3,512.